# Xylopia brasiliensis
Xylopia brasiliensis là một loài thực vật thuộc họ Annonaceae. Đây là loài bản địa của thảm thực vật Cerrado ở Brasil.

## Hình ảnh

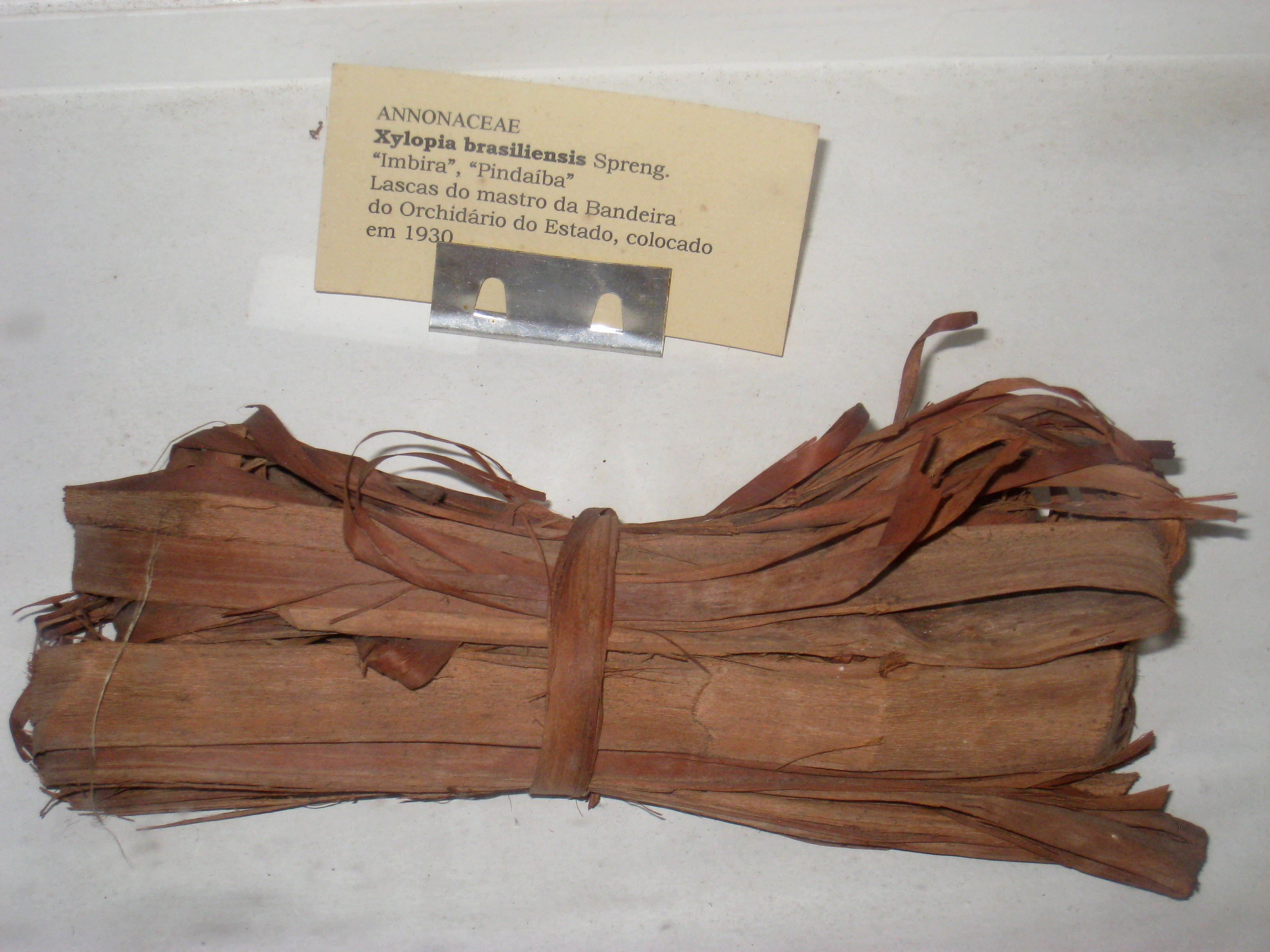